# Таунер (Північна Дакота)
Таунер (англ. Towner) — місто (англ. city) в США, в окрузі Макгенрі штату Північна Дакота. Населення — 479 осіб (2020).

## Географія
Таунер розташований за координатами 48°20′50″ пн. ш. 100°24′25″ зх. д. / 48.34722° пн. ш. 100.40694° зх. д. (48.347137, -100.407019).  За даними Бюро перепису населення США в 2010 році місто мало площу 2,10 км², уся площа — суходіл.

### Клімат
| Клімат : Таунер         | Клімат : Таунер | Клімат : Таунер | Клімат : Таунер | Клімат : Таунер | Клімат : Таунер | Клімат : Таунер | Клімат : Таунер | Клімат : Таунер | Клімат : Таунер | Клімат : Таунер | Клімат : Таунер | Клімат : Таунер | Клімат : Таунер |
| Показник                | Січ.            | Лют.            | Бер.            | Квіт.           | Трав.           | Черв.           | Лип.            | Серп.           | Вер.            | Жовт.           | Лист.           | Груд.           | Рік             |
| Абсолютний максимум, °C | 10,6            | 17,2            | 26,1            | 35,0            | 41,1            | 41,1            | 43,9            | 40,6            | 39,4            | 35,0            | 24,4            | 19,4            | 43,9            |
| Середній максимум, °C   | −8,9            | −6,2            | 0,9             | 12,2            | 19,9            | 24,4            | 28,3            | 27,7            | 21,6            | 14,1            | 2,2             | −5,7            | 10,9            |
| Середня температура, °C | −15,1           | −12,4           | −5,2            | 5,2             | 12,1            | 17,2            | 20,4            | 19,2            | 13,3            | 6,4             | −3,6            | −11,6           | 3,8             |
| Середній мінімум, °C    | −21,3           | −18,7           | −11,3           | −1,9            | 4,3             | 9,8             | 12,4            | 10,7            | 5,1             | −1,2            | −9,4            | −17,3           | −3,2            |
| Абсолютний мінімум, °C  | −45             | −44,4           | −41,1           | −28,9           | −11,1           | −3,9            | 0,0             | −5,6            | −11,1           | −26,1           | −36,7           | −42,2           | −45             |
| Норма опадів, мм        | 14              | 12              | 18              | 30              | 54              | 78              | 62              | 54              | 43              | 26              | 16              | 13              | 419             |
| ----------------------- | --------------- | --------------- | --------------- | --------------- | --------------- | --------------- | --------------- | --------------- | --------------- | --------------- | --------------- | --------------- | --------------- |
| Джерело:                |                 |                 |                 |                 |                 |                 |                 |                 |                 |                 |                 |                 |                 |

## Демографія
Згідно з переписом 2010 року, у місті мешкали 533 особи в 267 домогосподарствах у складі 149 родин. Густота населення становила 253 особи/км².  Було 337 помешкань (160/км²).
Расовий склад населення:
| - 96,6 % — білих - 1,9 % — корінних американців |

До двох чи більше рас належало 0,9 %. Частка іспаномовних становила 5,3 % від усіх жителів.
За віковим діапазоном населення розподілялося таким чином: 20,5 % — особи молодші 18 років, 52,5 % — особи у віці 18—64 років, 27,0 % — особи у віці 65 років та старші. Медіана віку мешканця становила 49,9 року. На 100 осіб жіночої статі у місті припадало 94,5 чоловіків;  на 100 жінок у віці від 18 років та старших — 90,1 чоловіків також старших 18 років.
Середній дохід на одне домашнє господарство  становив 62 108 доларів США (медіана — 41 397), а середній дохід на одну сім'ю — 89 040 доларів (медіана — 60 417). За межею бідності перебувало 13,3 % осіб, у тому числі 21,7 % дітей у віці до 18 років та 11,4 % осіб у віці 65 років та старших.
Цивільне працевлаштоване населення становило 256 осіб. Основні галузі зайнятості: освіта, охорона здоров'я та соціальна допомога — 19,9 %, роздрібна торгівля — 16,8 %, будівництво — 9,8 %, оптова торгівля — 9,0 %.